# Throne Records
Throne Records – niezależna wytwórnia płyt, wydająca głównie płyty metalowe (grindcore, stoner metal, doom metal, crustcore) mieszcząca się w Hiszpanii w Gijón.

## Zespoły
- Brainoil (USA)
- Burst (Szwecja)
- Discharge
- Disfear (Szwecja)
- Dystopia (USA)
- Hashassin (Hiszpania)
- Hawg Jaw (USA)
- Hermano (USA)
- High on Fire (USA)
- High Tone Son Of A Bitch (USA)
- Looking For An Answer(Hiszpania)
- Machetazo (Hiszpania)
- MG-15 (Hiszpania)
- Moho (Hiszpania)
- Monarch (Francja)
- Nootgrush (USA)
- Nostromo (Szwecja)
- Overnoise (Hiszpania))
- Posession (Hiszpania)
- Submerge (Francja)
- Taste Of Fear (USA)
- The Ocean (Niemcy)
- Unsane Crisis (Hiszpania)